# 三見吉広のバクチノキ
三見吉広のバクチノキ（さんみよしひろのバクチノキ）は、山口県萩市三見の山口県道296号三見停車場三見市線沿いにあるバクチノキの巨木である。山口県の天然記念物。

## 概要
高さ約17メートル、幹周は2.3メートルあり、同種の木としては「日本有数」とされる。地元民から「森様」と通称され、近傍の祠に「宝暦五年」（1755年）の記載があり、21世紀前半時点で樹齢は約300年と推定される。「吉広」は、この木が位置する三見地区の吉広という地域に由来する。

## アクセス
- JR山陰本線三見駅から徒歩20分[2]